# Babakan Gebang
Babakan Gebang is een bestuurslaag in het regentschap Cirebon van de provincie West-Java, Indonesië. Babakan Gebang telt 7766 inwoners (volkstelling 2010).